# Ernst Förster (Maler)

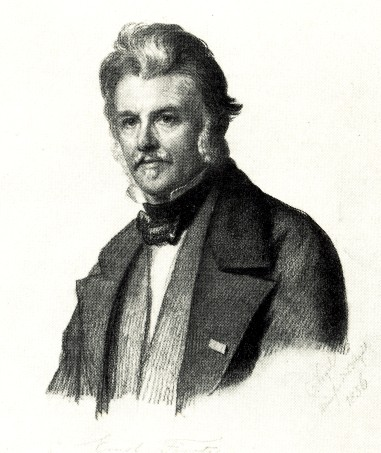
Ernst Förster, Porträt von Carl Christian Vogel von Vogelstein (1856)

Ernst Joachim Förster (* 8. April 1800 in Münchengosserstädt an der Saale, heute Ortsteil von Bad Sulza; † 29. April 1885 in München) war ein deutscher Maler, promovierter Kunsthistoriker, Kunstschriftsteller und Dichter.

## Leben
Förster war der Sohn des Pfarrers und Kirchenlieddichters Karl Christoph Förster und der jüngere Bruder des Historikers und Dichters Friedrich Christoph Förster. Er besuchte zunächst das Gymnasium in Altenburg und studierte auf der Universität Jena Theologie und Philosophie. Während seines Studiums wurde er 1818 Mitglied der Urburschenschaft in Jena, 1818/1819 der Alten Prager Burschenschaft Teutonia, 1820 der Alten Berliner Burschenschaft Arminia und der Marburger Burschenschaft. Er war zunächst ein Schüler von Wilhelm von Schadow in Berlin.
In Dresden fertigte er 1822 Studien nach Tizian und Holbein und trat 1823 in München in die Schule von Peter von Cornelius ein. Durch dessen persönlichen Einfluss widmete er sich bestärkt der Malerei und machte seine ersten Versuche in der Freskomalerei in der Glyptothek. Nachdem er im Oktober 1823 mit Karl Hermann, einem weiteren Schüler von Cornelius, nach Düsseldorf gewechselt war, arbeitete er unter Cornelius’ Leitung und zusammen mit Hermann und Jakob Götzenberger vom Januar 1824 bis Herbst 1825 am großen Freskobild der Theologie in der Bonner Aula. Vor Düsseldorf aus unternahm Förster 1824 Studienreisen nach Paris und in die Niederlande. Später berief ihn Cornelius wieder zu sich nach München, wo Förster an der Ausschmückung der Arkaden des Hofgartens und an der Ausführung der Bilder im Königsbau teilnahm.
Förster war mit Emma Richter verheiratet, einer Tochter Jean Pauls. Nach dem Tod des letzteren wandte er sich mehr und mehr den literarischen Arbeiten bezüglich auf Leben, Werke und Nachlass seines Schwiegervaters zu.
Ernst Förster starb 1885 im Alter von 85 Jahren in München.

## Grabstätte

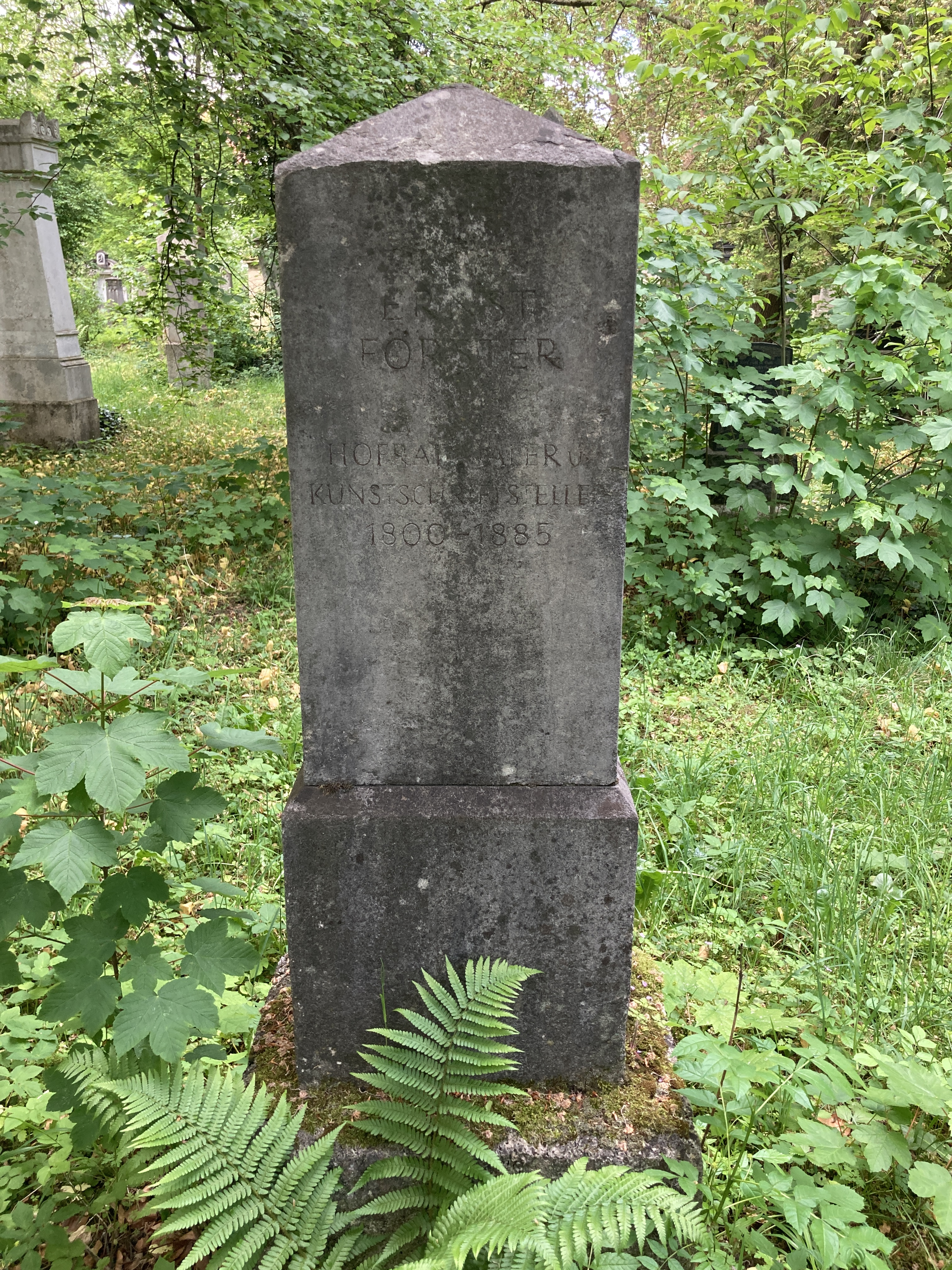
Grab von Ernst Förster auf dem Alten Südlichen Friedhof in München

Die Grabstätte von Ernst Förster befindet sich auf dem Alten Südlichen Friedhof in München (Gräberfeld 12 – Reihe 4 – Platz 43) Standort.

## Wirken als Kunsthistoriker
Da er bereits zwei Reisen nach Italien unternommen hatte, erhielt er vom Kronprinzen Maximilian von Bayern den Auftrag in Italien Zeichnungen nach älteren Meistern anzufertigen. Dies führte ihn zu kunstwissenschaftlichen Forschungen, die er als Beiträge zur neuern Kunstgeschichte herausgab, wofür ihm die Universität Tübingen den Doktortitel verlieh. Im Anschluss an die Biographie seines Schwiegervaters Jean Paul, welche er nach dem Tode des ersten Herausgebers fortsetzte, schrieb er weitere Werke zu Pauls Leben und Wirken. 1837 führte die Wiederauffindung und Herausgabe der Wandgemälde der Kapelle St. Giorgio in Padua dazu, dass er mit der großen goldene Medaille für Kunst und Wissenschaft ausgezeichnet wurde.
Nach dem Tod des Herausgebers Ludwig von Schorn beteiligte er sich ab 1842 mit Franz Kugler in Berlin an der Redaktion des Kunstblattes und führte die von Schorn begonnene Übersetzung von Vasaris Leben der ausgezeichnetsten Maler, Bildhauer und Baumeister zu Ende.
Er schrieb eine Vielzahl von kunsthistorischen Werken, Biographien, Festreden und Reiseberichte. Diese wurden in mehreren Auflagen publiziert und sogar, wie das Handbuch für Reisende in Italien ins Französische, auch in andere Sprachen übersetzt. Für die Veröffentlichungen zeichnete und kolorierte er z. T. Bilder persönlich.
Zu Peter von Cornelius veröffentlichte Förster eine Vielzahl von Büchern und Beiträgen.

## Werke (Auswahl)
Werke zu Jean Paul Richter

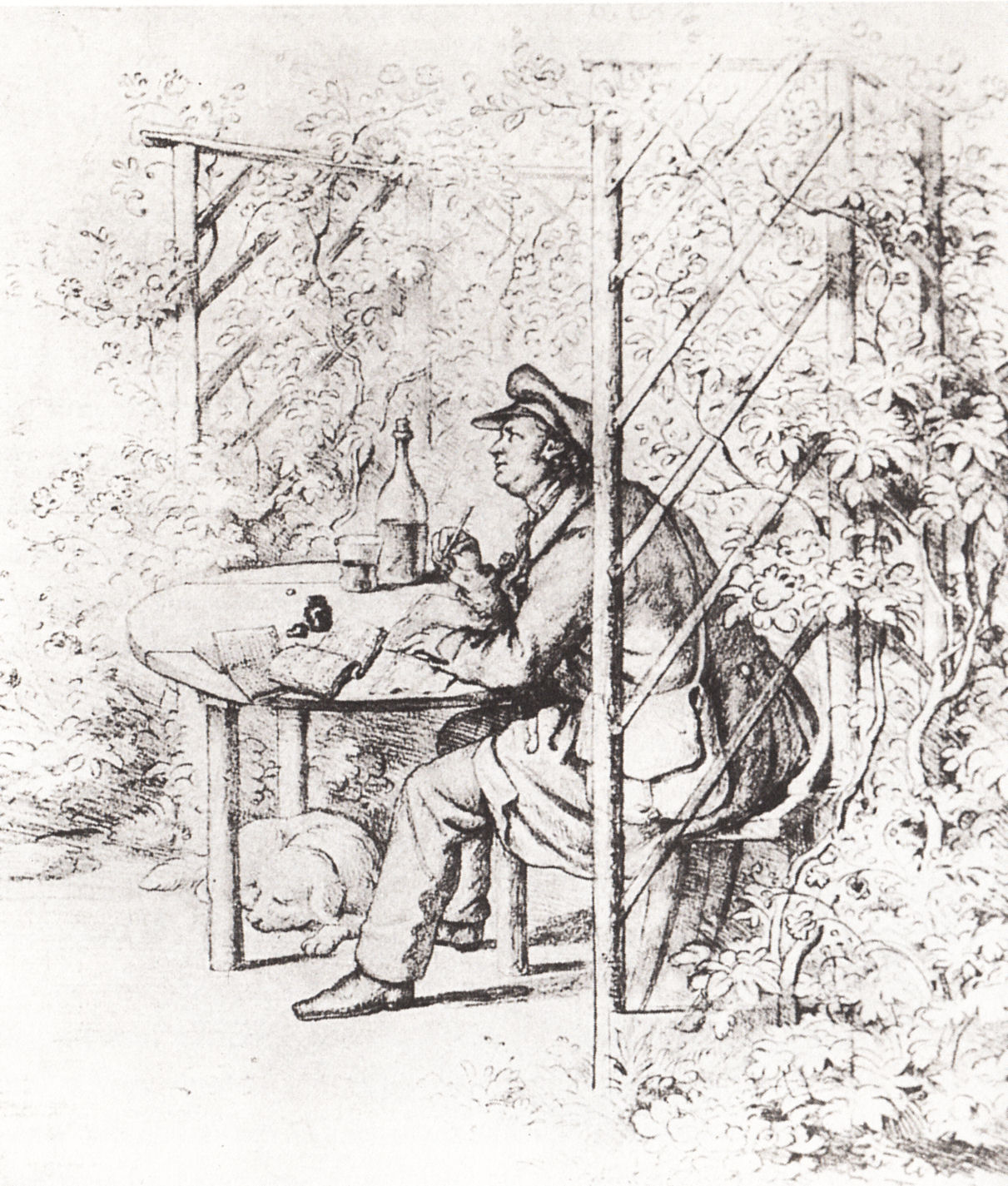
Ernst Förster, Porträt von Jean Paul (1826)

- Jean Paul’s sämmtliche Werke. dreizehn Bände, Georg Reimer, Berlin ab 1826.
- Wahrheit aus Jean Pauls Leben. acht Bände, Breslau, 1827–1833.
- gemeinsam mit Amöne Otto: Jean Pauls Briefwechsel mit seinem Freunde Christian Otto. vier Bände, Reimer, Berlin, 1829–1833.
- Politische Nachklänge von Jean Paul. Winter, 1832.
- Der Papierdrache–Jean Paul’s letztes Werk. 2 Teile, Frankfurt, 1845.
- Jean Paul’s ausgewählte Werke. 16 Bände, Georg Reimer, Berlin 1847–1849.
- Denkwürdigkeiten aus dem Leben von Jean Paul Friedrich Richter. 4 Bände, München 1863.

Kunsthistorische Werke
- Leitfaden zur Betrachtung der Wand- und Deckenbilder des neuen Königsbaus in München. München 1834.
- Beiträge zur neuern Kunstgeschichte. Brockhaus, 1835.
- Die Wandgemälde der St. Georgen-Kapelle zu Padua. Georg Reimer, Berlin 1841.
- Geschichte der deutschen Kunst: Von Anfang des 15. bis Mitte des 16. Jahrhunderts. 3 Bände, Weigel, 1851–1855.
- Denkmale deutscher Baukunst, Bildnerei und Malerei. 12 Bände, 1853–1869.
- Denkmale deutscher Baukunst von Einführung des Christentums bis auf die neueste Zeit. 1858.
- Vorschule der Kunstgeschichte. Weigel, 1862.
- Geschichte der neuen deutschen Kunst. 2 Bände, Weigel, 1863.
- Geschichte der italienischen Kunst. 5 Bände, Weigel, 1869–1878.
- Denkmale italienischer Malerei. 4 Bände, Weigel, 1870–1882.

Reiseberichte
- München–Ein Handbuch für Fremde und Einheimischer. München 1838.
- Handbuch für Reisende in Deutschland. Cotta, 1847.
- Handbuch für Reisende in Italien. 4., verbesserte und vermehrte Auflage / mit einem Wegweiser für Leidende von Rudolph Wagner. Cotta, München 1848 urn:nbn:de:hbz:061:1-76346.
- Reise durch Belgien nach Paris und Burgund. Weigel, 1865.

Festreden
- An H. F. Maßmann. München 1843.
- Wem gebührt der Kranz? München, 1850.
- Trink-Spruch auf das Wohl Seiner Majestät des Königs Maximilian. Pössenbacher’schen Buchdruckerei, 1852.

Biographien und Werke zu Personen
- Darstellungen aus C.F. Zimmermanns Nachlass. Berlin 1825.
- gemeinsam mit Ludwig Boumann: Georg Wilhelm Friedrich Hegel's vermischte Schriften. Duncker und Humblot, 1834.
- Vasaris Leben der ausgezeichnetsten Maler, Bildhauer und Baumeister. 6 Bände, Cotta, 1843–1849.
- Johann Georg Müller: ein Dichter- und Künstlerleben. Schnitlin und Zollikofer, 1851.
- Leben und Werke des Fra Angelico da Fiesole. Regensburg 1861.
- Raphael. 2 Bände, Weigel, 1868 und 1869.
- Peter von Cornelius, ein Gedenkbuch aus seinem Leben und Wirken. 2 Teile, Georg Reimer, Berlin 1874.
- Peter von Cornelius–Ein Lebensbild. Habel, 1875.

Weitere Werke
- Gedichte. Brockhaus, 1854.